# Hermann Kunkler
Hermann Kunkler (* 27. März 1927 in Halle (Saale); † 26. November 2020 in Raesfeld) war ein deutscher Bildhauer und Goldschmied. Er ist der Vater des 1997 verstorbenen Malers Matthias Kunkler.

## Leben
Hermann Kunkler begann 1947 eine Goldschmiedelehre an der Meisterschule des Gestaltenden Handwerks Düsseldorf. 1948 und 1949 studierte er Theologie und Philosophie in Münster und machte 1951 seine Gesellenprüfung. Dann studierte er bei Professor Karl Schollmayer an der Werkkunstschule Düsseldorf. 1953 bestand er die staatliche Abschlussprüfung zum Designer grad.
Als freischaffender Künstler war er tätig in Duisburg (1953), Gelsenkirchen (1954/56) und Borken (1956/60). Von 1960 bis 1990 hatte er sein Atelier und Wohnsitz in Raesfeld. Ab 1990 lebte und arbeitete er in Rhede. Er war ehrenamtlich im Kulaturkreis Schloss Raesfeld tätig und von 1977 bis 1992 dessen Vorsitzender. Von 1972 bis 1974 hatte er einen Lehrauftrag an der Fachhochschule Bochum im Fachbereich Architektur.
Ab 1954 war er mit seiner Frau Birgitt verheiratet. Seinen Lebensabend verbrachte er in einem Seniorenheim in Raesfeld.

## Werk
Hermann Kunkler zeichnete sich vor allem als Gestalter zahlreicher Brunnen und Skulpturen im öffentlichen Raum in Nordrhein-Westfalen aus. Beispiele seiner Arbeit sind der Merschtorbrunnen in Haltern am See, der Partnerschaftsbrunnen in Dorsten und das Peter-Minuit-Denkmal in Wesel, sowie der Brunnen Grosse Wasserblüte 87 in Raesfeld und „Das Spiel“ in Lünen an der Lippe. In der Nähe des Eisenbahnmuseums Bochum-Dahlhausen widmet sich ein Brunnen dem Thema „Lokomotive“.
Ebenso befinden sich in vielen Kirchen Nordrhein-Westfalens Werke von Hermann Kunkler.
Auch als Goldschmied schuf Hermann Kunkler zahlreiche Schmuckstücke.

## Auszeichnungen
2018 Verdienstorden der Bundesrepublik Deutschland (Verdienstmedaille)